# BVA Cup (maschile)
La BVA Cup è una competizione pallavolistica per squadre di club maschili afferenti alla BVA, organizzata con cadenza annuale dalla BVA.

## Edizioni
| Edizione      | Edizione      | Podio                | Podio               | Podio             |
| Anno          | Organizzatore | Campione             | Seconda             | Terza             |
| ------------- | ------------- | -------------------- | ------------------- | ----------------- |
| 2008 Dettagli | Baia Mare     | İstanbul BB          | Kīfisia             | Baia Mare         |
| 2009 Dettagli | Vasilika      | Fenerbahçe           | Arīs Salonicco      | Partizan          |
| 2010 Dettagli | Kraljevo      | Ribnica              | Baia Mare           | Teuta             |
| 2011 Dettagli | Cluj-Napoca   | Universitatea Cluj   | Ribnica             | Škendija          |
| 2012 Dettagli | Baia Mare     | İstanbul BB          | Partizan            | Baia Mare         |
| 2013 Dettagli | Tirana        | Fenerbahçe           | Studenti Tirana     | Vojvodina         |
| 2014 Dettagli | Antivari      | Maliye Milli Piyango | Baia Mare           | PAOK              |
| 2015 Dettagli | Bijeljina     | Spartak Ljig         | CSM Bucarest        | Beşiktaş          |
| 2016 Dettagli | Bijeljina     | Galatasaray          | Spartak Ljig        | CSM Bucarest      |
| 2017 Dettagli | Bursa         | İnegöl               | CSM Bucarest        | Radnik Bijeljina  |
| 2018 Dettagli | Pazardžik     | Ziraat Bankası       | Hebăr               | CSM Bucarest      |
| 2019 Dettagli | Strumica      | Tokat                | Strumica            | Prishtina         |
| 2020 Dettagli | Ankara        | Halkbank             | Luboteni            | -                 |
| 2021 Dettagli | Ankara        | Halkbank             | Radnički Kragujevac | Kīfisia           |
| 2022 Dettagli | Şırnak        | Cizre                | Pejë                | Dor Chișinău      |
| 2023 Dettagli | Bursa         | Spartak Subotica     | Bursa BB            | Pīgasos Polichnīs |
| 2024 Dettagli | Pavlos Melas  | Arkas                | Beroe               | Steaua Bucarest   |

## Palmarès per club
| Squadra              | Titolo | Edizione   |
| -------------------- | ------ | ---------- |
| İBB                  | 2      | 2008, 2012 |
| Fenerbahçe           | 2      | 2013, 2013 |
| Halkbank             | 2      | 2020, 2021 |
| Ribnica              | 1      | 2010       |
| Universitatea Cluj   | 1      | 2011       |
| Maliye Milli Piyango | 1      | 2014       |
| Spartak Ljig         | 1      | 2015       |
| Galatasaray          | 1      | 2016       |
| İnegöl               | 1      | 2017       |
| Ziraat Bankası       | 1      | 2018       |
| Tokat                | 1      | 2019       |
| Cizre                | 1      | 2022       |
| Spartak Subotica     | 1      | 2023       |
| Arkas                | 1      | 2024       |

## Palmarès per nazioni
| Nazione | Titolo |
| ------- | ------ |
| Turchia | 13     |
| Serbia  | 3      |
| Romania | 1      |